# Lypha urichi
Lypha urichi är en tvåvingeart som först beskrevs av Aldrich 1932.  Lypha urichi ingår i släktet Lypha och familjen parasitflugor. Inga underarter finns listade i Catalogue of Life.